# 彼得大帝雕像
彼得大帝雕像是一个高约98米的彼得大帝纪念碑，其位于俄罗斯莫斯科辖区内莫斯科河和Vodootvodny运河的西交汇点附近。彼得大帝雕像由来自格鲁吉亚的设计师祖拉布·采列捷利设计，是以中世纪乔治亚派的雕塑方式制作的，以纪念俄罗斯海军成立300周年和彼得大帝的功劳。它建于1997年，重约1000吨，是世界上第八高的雕像。其中包括600吨不锈钢和铜。雕像造型是手持着古代卷轴地图的彼得大帝，昂然立在一艘十七、十八世纪的远洋帆船之上，象征着抱有远见的彼得大帝与俄国海军密不可分的关系。然而，整个雕像的建筑外形与设计被批评过于平庸和丑陋，并且遭受过莫斯科右翼分子的反对，正是由于种种对于彼得大帝纪念雕像的非议，久而久之成为一个旅游观光的项目。

## 历史与争议
自建成以来，这尊雕像一直备受争议。在2008年11月，它被评为世界十大丑陋建筑之一。在2010年，它被外交政策杂志收录在世界最丑陋雕像列表。孤独星球评论：“撇开趣味的问题，莫斯科人对整个关于雕塑的想法持怀疑态度：为什么要向彼得大帝致敬？是谁憎恨莫斯科，将首都迁到圣彼得堡？”
雕像的总设计师祖拉布·采列捷利因和莫斯科的时任市长尤里·米哈伊洛维奇·卢日科夫是心腹之交而受到关注。在市政艺术委员会对他的支持下，如基督救世主大教堂等作品如期竣工。2010年10月，在尤里的任期结束后，据报道莫斯科当局渴望搬走彼得大帝雕像，提议将它安置到圣彼得堡，但这个提议被圣彼得堡方面拒绝。但阿尔汉格尔斯克和彼得罗扎沃茨克当局表示愿意接受这座雕像。
有说法称，这尊雕像的设计初衷是为了纪念哥伦布第一次航行的第500周年，在无法找到美国买家之后才改成俄国人，但设计师采列捷利否认了这个说法。